# Sant Josep de la Llacuna
Sant Josep de la Llacuna és una obra del municipi de la Llacuna (Anoia) inclosa en l'Inventari del Patrimoni Arquitectònic de Catalunya.

## Descripció
L'estructura és d'una planta amb absis final, poligonal. El sostre és a doble vessant de teules i l'església és de pedra. Els costats laterals externs estan formats de 4 grans arcs cecs, que contenen dues finestretes, cadascun; A la part frontal, damunt l'entrada hi ha un campanar d'espadanya.
Està situat al veïnat de Rofes, que és un petit nucli amb algunes cases de pagès que modernament ha esdevingut un conjunt residencial força urbanitzat. Aquesta obra és d'estil historicista amb elements neoromànics i neogòtics. Es creu que les pedres amb què es va construir aquesta església provenen d'una masia del municipi de Conesa, a la Conca de Barberà, dita mas del Joanot.

## Història
La data de construcció és l'any 1985.